# Tom Sawyer (singolo)
Tom Sawyer è un brano dei Rush pubblicato dall'etichetta discografica Mercury Records come primo lato del singolo discografico nel 1981, estratto dall'album Moving Pictures. Tom Sawyer è uno dei brani più noti del gruppo, regolarmente eseguito nelle esibizioni dal vivo, nonché uno dei cinque brani ad essere entrato nella Canadian Songwriters Hall of Fame. È stato inoltre eletto il diciannovesimo miglior brano hard rock da VH1.  Nel lato B è presente Witch Hunt.

## Brani
Tom Sawyer
La musica del brano è stata scritta da Geddy Lee e Alex Lifeson mentre le liriche sono di Neil Peart e il paroliere Pye Dubois.
In Tom Sawyer spiccano soprattutto le tastiere di Geddy Lee e il drumming tecnico di Neil Peart. Il caratteristico suono introduttivo è stato prodotto da Geddy su un sintetizzatore Oberheim OB-X. La parte strumentale ha preso origine da una piccola melodia di Geddy Lee utilizzata durante il settaggio dei sintetizzatori. Il testo parla del girovagare di un ribelle e individualista, e della differenza tra ciò che la gente vede e che sente una persona dentro di se.
Il videoclip di Tom Sawyer, diretto da Bruce Gowers, ritrae il gruppo presso gli studi di registrazione Le Studio di Morin Heights mentre eseguono il brano.
Il brano è una presenza fissa nella scaletta dei concerti del gruppo, ed è incluso in numerosi live album: Exit...Stage Left, Rush in Rio, R40 Live e altri. Il pezzo è stato eseguito anche in occasione dell'inserimento del gruppo nella "Rock and Roll Hall of Fame" nel 2013.
Questa canzone ha dato il titolo a un episodio della serie televisiva Chuck (episodio 2x05, Chuck vs. Missile Command nella versione italiana). Il brano compare inoltre nella colonna sonora dei film I Love You, Man di John Hamburg e Fanboys di Kyle Newman e nella tracklist del videogioco Rock Band.
In alcune versioni live del brano Tom Sawyer (per esempio quella di A Show of Hands) Geddy Lee canta catch the fish (cattura il pesce) al posto di catch the spit (cattura lo sputo). Questa particolare variante è dovuta a uno scherzo che segnò il tour di Moving Pictures. I roadies erano infatti soliti prendersi gioco di Neil Peart lasciando del pesce sulla batteria. Un giorno decisero di squartare un pesce e inserirlo sopra una macchina telecomandata. Durante uno show, il pesce fu guidato a distanza fino sul palco. Alex Lifeson e Geddy Lee non seppero resistere e si piegarono per le risate, mentre Neil Peart addirittura smise di suonare per lo stupore.
Witch Hunt (Part III of Fear)
Terza parte di una trilogia che analizza la paura, ma la prima ad esser pubblicata (le altre parti sono The Weapon (Part II of Fear) da Signals e The Enemy Within (Part I of Fear) da Grace Under Pressure; una quarta parte è stata aggiunta in seguito: Freeze (Part IV of Fear) da Vapor Trails). In particolare Witch Hunt esplora le paure che alimentano la mentalità dei gruppi di persone; l'ambientazione è quasi cinematografica, con la notte illuminata dalle torce portate da una folla urlante. Il brano dei Metallica Holier Than Thou ne riprende un passaggio del testo, modificandolo di poco. 
Proposta dal vivo in varie occasioni solo a partire dal Grace Under Pressure Tour (realizzabile in sede live grazie alla presenza della batteria elettronica) e presente in alcuni album dal vivo, tra i quali A Show of Hands e Snakes & Arrows Live.

## Classifiche
Il singolo si posiziona alla posizione 44 nelle classifiche statunitensi e al 25º posto in quelle inglesi.

## Tracce
Il singolo pubblicato per il mercato statunitense contiene le seguenti tracce:
1. Tom Sawyer - 4:33 (Lee, Lifeson, Peart, Pye Dubois)
2. Witch Hunt (Part III of Fear)  - 4:47 (Lee, Lifeson, Peart) (lato B)

## Formazione
Gruppo
- Geddy Lee – basso, voce, tastiere
- Alex Lifeson – chitarra elettrica
- Neil Peart – batteria, percussioni

Altri musicisti
- Hugh Syme - sintetizzatori in Witch Hunt

## Cover
Di Tom Sawyer sono state realizzate diverse cover, tra cui le seguenti:
- Il gruppo heavy metal tedesco Rage nel 1998
- Mindless Self Indulgence, band statunitense, nell'album You'll Rebel to Anything del 2005
- Il cantante canadese Sebastian Bach in collaborazione con altri musicisti in Subdivisions, album di cover dei Rush del 2005

Witch Hunt è stata reinterpretata dagli statunitensi Machine Head, è presente nell'album del 2011 Unto the Locust come traccia bonus: